# Dzüünharaa
Dzüünharaa (ryska: Дзунхара) är en ort i Mongoliet.   Den ligger i provinsen Selenga, i den centrala delen av landet, 110 km norr om huvudstaden Ulan Bator. Dzüünharaa ligger 867 meter över havet och antalet invånare är 18 830.
Terrängen runt Dzüünharaa är kuperad västerut, men österut är den platt. Runt Dzüünharaa är det mycket glesbefolkat, med 2 invånare per kvadratkilometer. Det finns inga andra samhällen i närheten. Trakten runt Dzüünharaa består i huvudsak av gräsmarker.